# Mychajło Zhurowski
Mychajło Zacharowycz Zhurowski, ukr. Михайло Захарович Згуровський (ur. 30 stycznia 1950 w Skale Podolskiej) – ukraiński naukowiec, działacz edukacyjny i polityk. Z wykształcenia matematyk i cybernetyk, specjalista w zakresie teorii systemów, od 1992 rektor Politechniki Kijowskiej. W latach 1994–1999 minister oświaty Ukrainy w rządach Witalija Masoła, Jewhena Marczuka, Pawła Łazarenki i Wałerija Pustowojtenki.

## Życiorys
W 1975 r. ukończył studia na Politechnice w Kijowie, Wydział Zarządzania, specjalność „Automatyczne systemy sterowania”. W 1984 uzyskał stopień doktora na podstawie pracy: Komputerowe wspomaganie projektowania i optymalne sterowanie niestacjonarne procesy i pola w warunkach niepewności danych.
Określił podstawowe pojęcia teorii analizy systemów, jak również  przedstawił nowe podejście w zakresie teorii zadań ekstremalnych dla operatora nieliniowego, rachunku różniczkowego operatorów oraz inkluzji i rachunku wariacyjnego w przestrzeni Banacha.
Jest jednym z organizatorów Światowego Centrum Geoinformatyki i Zrównoważonego Rozwoju (WDC-Ukraine).

## Stanowiska
- 1987–1988 – profesor Wydziału Cybernetyki Technicznej, Politechnika Kijowska,
- od 1992 – Rektor Narodowego Technicznego Uniwersytetu Ukrainy „Kijowski Politechniczny Instytut”,
- 1994–1999 – minister edukacji Ukrainy,
- Dyrektor Instytutu Stosowanej Analizy Systemowej,
- Przewodniczący Stowarzyszenia Rektorów Uniwersytetów Technicznych Ukrainy,
- Przewodniczący Instytutu Zrównoważonego Rozwoju w Europie Środkowo-Wschodniej[2].

## Członkostwa
- Członek Akademii Nauk w wielu krajach,
- Członek Zarządu UNESCO Instytutu Technologii Informacyjnych w Edukacji (Moskwa, Rosja),
- Członek IEEE (Institute of Electrical and Electronics Engineers ) – Instytut Inżynierów Elektryków i Elektroników,
- Przedstawiciel Ukrainy w Komitecie Danych dla Nauki i Techniki (CODATA),
- Przedstawiciel w Międzynarodowej Radzie Nauki (ICSU),
- Członek organizacji pozarządowej EDNES[2].

## Nagrody, wyróżnienia, odznaczenia
- W latach 1990, 1999, 2005 – Nagroda Państwowa Ukrainy w zakresie nauki i inżynierii,
- 1996 – nagroda Głuszkowa Narodowej Akademii Nauk Ukrainy,
- 1996 – Order Zasługi Republiki Włoskiej,
- 2000 – tytuł Honorowego Naukowca Ukrainy,
- 2001 – Srebrny Medal Ukrainy „Honor, Chwała, Trud”,
- 2009 – Order Przyjaźni z Socjalistyczną Republiką Wietnamu,
- 19 lipca 2013 – Krzyż Kawalerski Orderu Zasługi Rzeczypospolitej Polskiej[1],
- 8 grudnia 2014 – tytuł Doktora Honoris Causa Politechniki Warszawskiej[2],
- 2022 – tytuł Doktora Honoris Causa Politechniki Poznańskiej[3].

## Publikacje
Jest autorem ponad 350 publikacji naukowych, w tym 35 książek wydanych w różnych krajach. Na swym koncie ma około 50 wynalazków.

## Życie prywatne
Żona Ludmyła, dzieci: Ołeksandr (ur. 1987), Natalija (ur. 1976).